# Carlton Elmer Purdy
Carlton Elmer Purdy (er selbst nannte sich meist nur „Carl Purdy“) (* 16. März 1861 in Dansville, Ingham County, Michigan; † 8. August 1945 in Ukiah, Kalifornien) war ein US-amerikanischer Botaniker, Pflanzensammler und -züchter. Sein offizielles botanisches Autorenkürzel lautet „Purdy“.

## Leben und Wirken
Purdy absolvierte als Teenager eine Lehrerausbildung und arbeitete auch kurz in diesem Beruf. Nachdem er mit seinen Eltern nach Kalifornien umgezogen war, gründete er im Jahr 1879 in Ukiah als 17-Jähriger eine eigene Gärtnerei und baute diese in den folgenden Jahrzehnten zu einem in Fachkreisen bekannten Unternehmen aus. Sein besonderes Interesse galt den Lilienartigen (Liliales) und Schwertliliengewächsen (Iridaceae) der westlichen USA sowie den Gattungen Sempervivum und Sedum. Bis ins hohe Alter erforschte er Geophyten und schrieb wichtige wissenschaftliche Beiträge, unter anderem in L. H. Baileys „Cyclopedia of American Horticulture“. Mit dem Botaniker Luther Burbank verband ihn eine enge Freundschaft.

## Ehrentaxon
Die US-amerikanische Botanikerin Alice Eastwood (1859–1953) benannte Carl Purdy zu Ehren die Arten Brodiaea purdyi, Fritillaria purdyi und Iris purdyi.